# Pržinovac
Pržinovac est un village de Croatie dépendant de la municipalité d'Opuzen dans le comitat de Dubrovnik-Neretva. En 2011 sa population était de 33 habitants.